# Anthony Chinn
Anthony Chinn (n. 1930, Georgetown, Guyana – d. 22 octombrie 2000, Georgetown, Guyana) a fost un actor de roluri secundare care a apărut în peste 50 de filme și seriale de televiziune într-o carieră care se întinde pe o perioadă mai lungă de patru decenii.

## Carieră
Chinn s-a născut în Guyana, părinții săi fiind de naționalitate chineză și braziliană. El a debutat ca actor de film în 1957, în Marea Britanie. El s-a mutat la Londra în 1961 și în următorii ani a apărut în seriale britanice de televiziune ca The Avengers, Danger Man, The Protectors și Steptoe and Son. El a obținut roluri necreditate în filme cu James Bond precum Dr. No (1962), Goldfinger (1964) și You Only Live Twice (1967), interpretând ulterior un om de afaceri taiwanez în A View to a Kill (1985). Chinn l-a interpretat pe Kitai în filmul The Kremlin Letter (1969), regizat de John Huston , și pe Benson în The Pink Panther Strikes Again (1976) și Răzbunarea Panterei Roz (1978). El a apărut în rolul Mohan în Indiana Jones și căutătorii arcei pierdute (1981) și ca tehnicianul lui Mactilburgh în Al cincilea element (1997).
Chinn a jucat și pe scenele de teatru și a apărut în reclame TV pentru mărci cum ar fi berea McEwan's.

## Filmografie selectivă
- The Gamblers (1970)
- Mihail, cîine de circ (1979)
- High Road to China (1983)[8]